# 平岡里枝子
平岡 里枝子（ひらおか りえこ、1974年2月22日 - ）は、日本のAV女優。リズムプロモーション所属。

## 略歴
2015年12月にAVデビュー。2021年4月発売作品での「息子の性欲処理をする地味でまじめな母親役」で注目を浴びた。
2021年12月よりマドンナ（MONROEレーベル）の専属女優となる。
マドンナ専属後は娘の彼氏やひきこもりの弟など一癖のある設定のドラマ作品での生々しい演技に定評があり、エロスの幅を広げた。

## 人物
京都府出身。
趣味は、歴史・ドライブ・温泉巡り。
看護学生の時にイメクラでアルバイトをしていて、そこで客として知り合った1歳年下の男性と仲良くなって付き合うようになり、21歳でその男性と初体験。また、その男性が客として来た時に人生で初めてクンニをされ、あまりの気持ち良さに彼氏に昇格したとしている。
AV女優となったきっかけは、看護師をしていて夜勤の日にスマホでアダルト動画を見ていた時に広告を誤ってクリックしてAV事務所の求人広告が表示され、エッチなことに興味があったのでその場で応募したこと。ただし別のインタビューでは、携帯で高収入の仕事を検索して求人サイトの募集を見て面白そうで飛びついたとも話している。
デビュー後しばらくは看護師をしながらAV女優をしていた。人手不足のため、2022年現在も副業的に看護師をしている。
プライベートでは10年以上、和服のみ（昼は着物、夜は浴衣）で過ごしている。その理由として、和服で日々を過ごすことにより、一つ一つの所作が美しくなり、さらに自身の気持ちにも余裕が生まれて、時間や物を大切にするようになった事を挙げている。
比較的多くの心霊体験をしているが、あっけらかんと明るくしゃべる性格上、聞いても怖くないとライターのもちづき千代子は筆致している。

## 作品

### アダルトビデオ
- 嫌味な上司の素敵な剛毛おくさん（12月24日、センタービレッジ）
- 卑猥ドッキリ（秘）報告 欲情する熟妻 濡れまくった人妻は狂ったように肉棒をワレメの奥まで咥え込む!（12月31日（レンタル）/2016年2月26日（セル）、アテナ映像）

- お母さんの玩具になった僕 天然いんらん美義母は肉棒狂! 平岡里枝子（1月7日、RUBY）
- 新 母親失格 平岡里枝子 43歳（2月29日、小林興業）
- 親戚のおばさん（4月28日、センタービレッジ）
- こんな上品奥様が、乳首でイケちゃう俺の中出しオナホール! 「念願の、実の息子より年下の方々に好きなだけ中出してもらいました」 りえこ43歳（5月25日、ジェントルマン/妄想族）
- 人妻不倫旅行×人妻湯恋旅行 collaboration #13? Side.A（8月26日、ゴーゴーズ）※「美紀」名義
- 息子の喘ぎ声と母の鳴き声が響き渡る、ご近所でも有名な近親相姦母息子（12月25日、小林興業）

- 中出し孕ませ近親相姦（1月25日、小林興業）
- 全員中出し! 四十路五十路が集う、熟女の会員制不倫倶楽部 平岡里枝子 緒方泰子 松島香織 烏丸まどか 水橋ゆり 元川真希（8月19日、婦人社）
- バツイチ熟女の性欲満たすSEXシェアハウス 平岡里枝子 緒方泰子 松島香織 烏丸まどか（9月13日、セレブの友）
- 「おばさんを酔わせてどうするつもり?」若い男女で溢れ返る相席居酒屋で一人呑みしている熟女を狙い撃ちで口説いてお持ち帰り！寂しさと欲求不満が募った素人奥さんの乾いたカラダはよく濡れる!! VOL.3（9月14日、熟女LABO）※「まりこ」名義
- 兄貴の嫁 平岡里枝子（10月19日、KSB企画）
- 綺麗でいやらしい叔母さんの卑猥なマ○コと舌技に惹かれ寝取る僕（11月7日、RUBY）
- 男根に堕ちた四十路妻 平岡里枝子 平岡里枝子（12月1日、プラネットプラス）

- 熟女風俗の聖地・巣鴨のピンサロ嬢は勃起した肉棒に興奮して生で本番させてくれるらしい… 2（1月11日、熟女LABO）
- 衝撃!! 家から追い出された全裸妻を偶然目撃!超ビビりながら逃げ隠れしているので、後をつけて捕まえたら…（2月9日、ゲッツ!!）
- 剛毛熟女に濃厚中出し 8人（3月9日、なでしこ）
- 会員制交際クラブの人妻4人に裏オプ交渉。 ねっとり密着尻ソープがエロすぎて辛抱たまらず生ハメしたところ… 一滴残らずザーメンを搾り取られた!!（3月9日、ゲッツ!!）
- ヘンリー塚本原作 母(おふくろ)/嫁(よめ) 息子の種で身篭った母/義理の息子にやられる母/前科者息子の性欲処理/夫の祖父とできた嫁（4月1日、FAプロ）
- 極イカセ! 手枷足枷で開脚拘束される女たち10人（4月13日、なでしこ）
- 素人男女モニタリング実験でゲッツ!! 出張マッサージ師♀×巨根サラリーマン♂ 密着施術に興奮したビンビン勃起チ●ポ見せつけたらどうなる!? 仕事中なのに我慢できずパン染みじゅわ〜ッ♡ グチョ濡れマ●コで禁断中出し本番ハメまくり!（4月13日、ゲッツ!!）
- 出会い系アプリで知り合ったセックス依存症の奥様（4月26日、F&A）
- 自制心ゼロの猥婦 お下劣ヤリマン妻 りえこ(43歳)（5月7日、山と空/妄想族）
- お母さん寝取られビデオレター（5月10日、F&A）
- 痴女3人×男1人! 男を責めたて快楽を得る変態熟女達 Part2（7月13日、なでしこ）
- ヘンリー塚本原作 ふしだらな妻たち 理性がとんだ夜 スワッピングで味わう絶頂/非道徳・妻の不貞行為/前科者の息子と義母/不倫情事・人妻と小説家（8月13日、FAプロ）
- 路上から始まる人妻不倫（8月24日、なでしこ）
- 母姦中出し 息子に初めて中出しされた母（10月11日、タカラ映像）
- 見ないでアナタ… 夫の会社のお局様は変態レズビアン 平岡里枝子 紅月ひかり（11月13日、U&K）
- 昼顔レズデリヘル 逢って30秒で即クンニ!!（12月13日、U&K）

- 仲良し奥様同士が一緒にAV出演！欲求不満な素人妻の逆3Pドキュメント 平岡里枝子 伊月小百合（1月18日、五十路ん）
- 人妻湯恋旅行 特別篇 03 妻、母、時々…AV女優（2月15日、ゴーゴーズ）※「美紀」名義
- 射精しても止めない!!人妻熟女の悶絶手コキ責め（2月15日、五十路ん）
- 母と娘のレズビアン 快感を引き寄せる魔法の指 小川ひまり 平岡里枝子（2月19日、RUBY）
- 義理の息子 性欲の強い息子にめろめろにされた義母（2月28日、タカラ映像）
- 熟女×出会い系ドキュメント!! 〜子育てが落ち着いた人妻はドエロイ!!〜 旦那とのセックスレスを出会い系サイトでチ○ポを漁り解消するドスケベ熟女!!（3月1日、五十路ん）※「えりこ」名義
- 続・異常性交 四十路母と子 其ノ弐（3月22日、グローバルメディアエンタテインメント）
- 母子交尾 【熱塩路】平岡里枝子（4月19日、RUBY）
- 40 50代在籍 場末のおばさん回春マッサージ店 潜入盗撮（5月20日、スターパラダイス）
- もしも、美人奥様が旦那以外の朝勃ちチ○ポに遭遇したら!?（5月31日、なでしこ）
- 熟年スワッピングドキュメント 初めての夫婦交換SP A 【夫たちの心情編】平岡里枝子 枡田ゆう子 上島美都子（6月14日、ゴーゴーズ）
- 熟年スワッピングドキュメント 初めての夫婦交換SP B 【妻たちの葛藤編】平岡里枝子 枡田ゆう子 上島美都子（6月14日、ゴーゴーズ）
- 熟年スワッピングドキュメント 初めての夫婦交換SP Complete edition 平岡里枝子 枡田ゆう子 上島美都子（6月14日、ゴーゴーズ）※A & B + 撮りおろし特典映像収録
- 熟女連れ込み! 他人棒と遊ぶ人妻 盗撮ドキュメントのすべて 5 美形五十路痴女、他人妻（6月19日、熟女プライベート）※「ななこ」名義
- 函館から上京した嫁の母が…（6月20日、スターパラダイス）
- 憧れの女上司と（6月27日、タカラ映像）
- 剛毛熟女に濃厚中出し 8人 VOL.03（7月12日、なでしこ）
- 未亡人義母（8月1日、プラネットプラス）
- 子供部屋おじさん(32)と母の性処理日記（8月8日、SODクリエイト）
- ガチンコ 中出し!顔出し! 五十路ナンパ in台場（8月24日、ビッグモーカル）
- この世は男と女だけ スケベ過ぎた妻（9月26日、タカラ映像）
- 扇情官能ドラマ 五十路女教師は恩師と同級生に2穴されて… 未亡人が狙われた秘密の午後（9月30日（レンタル）/11月22日（セル）、アテナ映像）
- 過敏 デカ長乳首連続アクメ熟女 里枝子 50歳（11月1日、熟の蔵）
- セクハラ再現ドキュメントドラマ ピタパン家事代行ヘルパー スケベなおばさん家政婦のエロ尻を犯し尽くして中出し!!（11月22日、グローバルメディアエンタテインメント）
- 昭和猥褻官能ドラマ 飢えた百姓妻は村長の肉棒を貪るように尺八し… 家庭訪問に来た清楚な先生は教え子の父親に陰部を見られ…（11月30日（レンタル）/2020年1月31日（セル）、アテナ映像）

- 息子の友人を童貞筆おろし（2月27日、センタービレッジ）
- 誰にも言えない… 娘の夫に無理やり抱かれたなんて…（2月27日、グラフィティジャパン）
- 素人!美熟女ナンパ! 「そんなつもりじゃなかったのに…」 言っているけど女盛りの熟妻たちはちょっと荒々しい年下イケメン男の腰使いに何度も何度もイキまくりwww（2月27日、グラフィティジャパン）
- 憧れの兄嫁と（3月12日、タカラ映像）
- 母親の顔が息子のザーメンまみれ! 第5回ママフェラ選手権 1発抜く度に10万円! あまりにもママのフェラがエロいので何発も射精しまくるムスコたち!!（3月12日、ROCKET）※「ゆみ」名義
- 素人!!母娘ナンパ中出し!! Vol 18（3月27日、グラフィティジャパン）
- 昭和猥褻官能ドラマ 五十路の貧乏農婦は余った野菜を金にかえるために… 会社の金を持ち逃げした旦那の身代わりに裸にされ…（3月30日（レンタル）/5月29日（セル）、アテナ映像）
- 地味なおばさんが一番どすけべ（4月2日、グローリークエスト）
- 彼女に内緒で彼女の母ともヤってます…（4月7日、JET映像）
- 熟女流出 01 日常からの解放（4月13日、あら、スケベ）
- 桃色かぞく VOL.14 僕は子供部屋おじさんです。母で性欲処理をすませています。（4月23日、SODクリエイト）
- 姑と嫁の夜這いレズビアン 3章（4月27日、グラフィティジャパン）
- パートの人妻さんが若い従業員をこっそり連れ込んで楽しむヤリ部屋になっているバイト先の休憩室 05（5月1日、熟女JAPAN）※「さとみ」名義
- この世は男と女だけ 舐め好き親父と欲求不満な嫁（5月7日、タカラ映像）
- 嫁の母と禁断性交 其ノ拾参 妻よりもお義母さんの方がいいよ…（5月29日、グローバルメディアエンタテインメント）
- まるっと! 平岡里枝子（6月1日、プラネットプラス）※ベスト盤
- 狂おしく淫らな義母 1.息子のアレにぞっこんの母/2.妻の母をハメた夫/3.隣の部屋で乱れる二度目の母/4.お義母さん、僕のセックスどうですか?（7月1日、FAプロ）
- 近親交姦 愛する息子をスワッピングして楽しむ2人の痴母松沢ゆかり 平岡里枝子（8月13日、センタービレッジ）
- おとうとさん夫のよりずっといいわ…（8月13日、タカラ映像）
- 同じアパートのタイトミニで美脚をさらす四十路美人とセッ●スできる関係になるには!?（8月20日、スターパラダイス）
- 素人!!ナンパ 中出し!! 美熟女姉妹編（8月27日、グラフィティジャパン）
- 発情母（9月1日、プラネットプラス）
- 酒場で釣れたおばさんお持ち帰り 関内〜りえこ 43歳 立石〜かずちゃん 40歳 超小型カメラ隠し撮り（9月20日、スターパラダイス）
- 「油断は禁物…」 下心のナイ紳士だと油断させておいて… 出張マッサージの熟女のズボンを下げて半ケツにしたら…（9月20日、スターパラダイス）
- 熟妻 息子の男根に溺れていく五十路母 夫の葬儀の夜、義父に抱かれた清純妻（9月30日（レンタル）/11月27日（セル）、アテナ映像）
- 再婚相手より前の年増な女房がやっぱいいや…（10月8日、タカラ映像）
- 絶倫な夫の連れ子の巨根に溺れてしまう義母（10月27日、グラフィティジャパン）
- 居酒屋ナンパ痴漢 7 金曜の夜なのに女同士で仕事帰りに飲みに来ているおばさん二人組はどうせ彼氏もいないからイケメン年下男子の強引なやらせろオーラを出されても内心嬉しい…（10月27日、グラフィティジャパン）
- 桃色かぞく VOL.19 僕は子供部屋おじさんです(社会人)です。母で性欲処理をすませています。 無限中出し8発（11月12日、SODクリエイト）
- 神熟女 ご無沙汰四十路 里枝子 四十五歳 夫や子供に内緒のHなアルバイト 最後のSEXは数年前。欲求不満爆発寸前の人妻熟女の身体は媚薬も敵わぬ超絶敏感仕上がり!!もはやセカンド処女のおま○こに生ハメ中出しで歓喜のエクスタシー!!（11月12日、親父の個撮）
- ヌードデッサンモデルの高額アルバイトでやってきた人妻さんに男根挿入して種付けSEXするビデオ 29（11月12日、熟女LABO）※「きょうこ」名義
- 三世代近親相姦 Ⅳ 平岡里枝子 愛花みちる 美甘りか 推川ゆうり（11月19日、グローリークエスト）
- 「夫には言えない」 夫の会社の部下に犯されたなんて…（11月27日、グラフィティジャパン）
- たびじ 母と子のふたり旅（12月24日、タカラ映像）

- 現代肉欲劇場 女の性 この世は色まみれ 隣人/義母/妹/学生（1月13日、FAプロ）
- 新「おばさんレンタル」サービス 06 中出しセックスまでやらせてくれると評判の家事代行サービスにもっと過激な要求をしてみた（1月14日、熟女LABO）※「かずえ」名義
- クリトリス吸引バイブオナニー クリが幸せ★彡吸引と振動でクリトリスをW刺激、SEXでも見せないようなアヘ顔で絶頂を繰り返すAV女優達 15名240分（2月18日、グローリークエスト）
- 五十路熟女まん汁オナニーSEX（2月19日、熟の蔵）
- 高橋浩一の人妻不倫密会 4（3月1日、中嶋興業）
- ガードがユルいと噂の熟女ピンサロでどこまでできるかヤッてみた 05（3月1日、熟女JAPAN）※「やよい」名義
- 許して…この婿の子供が欲しい（3月11日、タカラ映像）
- お色気P●A会長&悩殺女教師と悪ガキ生徒会 平岡里枝子 宝田もなみ（4月1日、グローリークエスト）
- 義母の隣に寝たあの日から…（4月8日、タカラ映像）
- 桃色かぞく VOL.21 僕は子供部屋おじさんです。母で性欲処理をすませています。 母子だけの2Kアパート暮らし編（4月22日、SODクリエイト）
- 隣の卑猥なセーラー服奥様（5月7日、RUBY）
- 近所の清楚な人妻（5月27日、タカラ映像）
- 最高のおばさん（7月8日、タカラ映像）
- 母子姦 息子に襲われ淫らな本性に火がつく色情母（7月15日、グローリークエスト）
- 子供部屋おじさんと未亡人の淫らな性生活（7月27日、グラフィティジャパン）
- 母の愛情 母さんは、俺だけの母さんで居てほしいんだ…（8月12日、タカラ映像）
- 【巷で噂のメンズエステ】 熟女マッサージ師に裏オプ交渉生ハメ中出しSEX 8（8月12日、熟女LABO）
- 「油断は禁物…」 施術中のマッサージ熟女が一生懸命やってくれてるのにエロいたずらやってみた（8月20日、スターパラダイス）
- おしっこ114連発 98人（9月2日、グローリークエスト）
- あの時、お義母さんに誘われて…（10月14日、タカラ映像）
- MONROE電撃専属 本能のままに貪る野獣系イイオンナ 平岡里枝子 48歳 素顔を曝け出すリアルセックス3本番SPECIAL（12月14日、MONROE）

- デビュー7周年!! マドンナ専属第2弾!! 言いなり中出しドラマ!! 家政婦の里枝子さんは俺たち家族の母兼・中出しペット（1月11日、MONROE）
- 母の柔肌 ～愛欲に溺れる母と息子の中出し交尾～（2月8日、MONROE）
- 季節が汗ばむ夏に変わるまで…。四畳半の寂れたボロアパートで、大好きな母さんを監禁調教した。（3月8日、MONROE）
- 初恋相手と30年ぶりの再会―。学生時代を取り戻すかのように、青春という名の不倫に溺れて…。平岡里枝子（4月12日、MONROE）
- 息子の結婚前夜、母は1人のオンナになった。平岡里枝子（5月10日、MONROE）
- 反抗期の息子ですら愛おしい母は、肉奴隷としての日々を受け入れて―。 平岡里枝子（6月14日、MONROE）
- 平岡里枝子でござひます 8時間（6月14日、タカラ映像）※単体ベスト
- 平岡里枝子 2枚組 スケベな奥様の乱れイキ（6月20日、STAR PARADISE）※単体ベスト
- 僕だけが知っている… 友達のお母さんとヒミツの手ほどき 平岡里枝子（7月12日、マドンナ）
- 絶対に手を出してはイケナイはずの美しい母と僕は血の繋がらない母子関係で…。 平岡里枝子（8月9日、MONROE）
- 人里離れた誰もいない秘湯で最愛の母を一晩中イカセ続けた温泉相姦。 平岡里枝子（9月13日、MONROE）
- 妻の旅行中、欲求不満だった僕と義母・里枝子さんが寝食も忘れてひたすらヤリまくった2泊3日（10月11日、MONROE）
- 僕は大好きな母を7日間で堕とすと決めた。 10年間、胸に抱き続けていた禁断の感情―。 平岡里枝子（11月8日、MONROE）
- 平岡里枝子 MONROE専属1周年記念BEST 3枚組12時間 ～憑依系エロスの正統派’美熟女’、本能と絶頂の19本番SPECIAL～（11月22日、MONROE）※単体ベスト
- 母と、息子と、甥っ子と。 異常な三角関係　嫉妬に狂った肉棒にて人妻・里枝子を奪い合う近親相姦 平岡里枝子（12月13日、MONROE）

- 冴えない新入社員のチ○ポが予想外にドンピシャ過ぎてパニック絶頂!! 1泊2日の相部屋出張で何度も何度もおかわり中出しを懇願してしまった私 平岡里枝子（3月14日、MONROE）
- 連れ子NTR 冴えない僕と結婚してくれた、美しい最愛の妻は近親相姦に溺れて…。 平岡里枝子（4月11日、MONROE）
- まるまる! 平岡里枝子（4月25日、なでしこ）※単体ベスト
- 憧れの叔母に媚薬を盛り続けて10日後、ガンギマリ中出しハメ放題のアヘアヘ肉便器になった…。平岡里枝子（5月9日、MONROE）
- 義理の娘は男友達を呼び出して毎日、私を輪姦させています―。 平岡里枝子（6月13日、MONROE）
- 「なあ、お前の母ちゃん貸してくれよ」 息子の不始末の代償は…　終わりなき輪姦の日々でした…。 平岡里枝子（7月11日、MONROE）
- 「もう、貴方の事しか考えられないの…」 旅行先で夫の連れ子と相性抜群中出し交尾に溺れる義母 平岡里枝子（8月8日、MONROE）
- 解禁 本格緊縛作品 緊縛ペットになった母 家賃滞納、進学する息子の為に…。 平岡里枝子（9月12日、MONROE）
- 汗と愛液にまみれた肉体内申書 愛する息子の進学の為だったのに、私は身も心もカレに溺れてしまった…。 平岡里枝子（10月10日、MONROE）
- 「私ね、本当はイヤラシイ女なの…」 温泉逆NTR彼女のお母さんとの浮気中出しにハマってしまった僕 平岡里枝子（11月14日、MONROE）

- 平岡里枝子 The 2nd Anniversary 3枚組12時間（1月30日、MONROE）※単体ベスト
- Madonna20周年記念MONROE特別作品!! 夫婦交換スワッピング ～美熟女たちの饗宴～ 友田真希 一色桃子 水野優香 平岡里枝子 多田有花（3月26日、MONROE）
- 「娘にはもう会わないで…。」 娘の身代わりに娘の彼氏に輪姦された母。 平岡里枝子（4月9日、MONROE）
- 「代償は身体で払ってもらいましょう…。」 貞淑妻は万引き娘の身代わり言いなり肉奴隷 平岡里枝子（6月11日、MONROE）
- 平岡里枝子 8時間（6月11日、タカラ映像）※単体ベスト
- 家族皆が巣立った実家で、母と過ごす近親相姦の日々―。 平岡里枝子（7月9日、MONROE）
- 我が家の美しい姑 平岡里枝子 50歳（8月15日、センタービレッジ）
- 嫁の母と禁断性交 其の伍拾壱 妻よりもお義母さんの方がいいよ… 平岡里枝子（8月27日、グローバルメディアエンタテインメント）
- 未亡人の性欲 平岡里枝子（9月10日、タカラ映像）
- 私人調教ヤリ部屋団地息子の友達に無理やり犯された私は年甲斐もなくチ○ポに狂う毎日ですー。 平岡里枝子 51歳（9月19日、センタービレッジ）
- 「沼る。」 ギンギンに硬くソリ返った他人棒の快感に年甲斐もなく沼った妻 平岡里枝子（10月8日、JET映像）
- 溺愛する息子を禁断の愛で包み込むお母さん 平岡里枝子（10月20日、プラネットプラス/七狗留）
- 熟女 欲情する淫らな午後 葬儀代を払えない妻は体を求められて… 女房の妹の毛深い陰部を突きまくる旦那 秋元美織 48歳 / 平岡里枝子 49歳（10月25日、アテナ映像）
- お義母さん、にょっ女房よりずっといいよ… 平岡里枝子（11月12日、タカラ映像）
- 「母さんは僕専用のランジェリーママだよ…」 ～下着マニアの巨根息子と更生中出しSEXに溺れてしまった母～ 平岡里枝子（11月19日、グローリークエスト）
- カメラの前でおしっこする女 5（11月26日、グローリークエスト）
- 異常いぞん家族 私の夫は、同じ家に住む引きこもり20年の実の姉のおっぱいを今でも吸い続け、依存関係を肯定しています。平岡里枝子（12月3日、FunCity/妄想族）
- ガクガクにされた女 平岡里枝子（12月24日、タカラ映像）
- 初恋の人に似ている家内の母は未亡人 平岡里枝子（12月24日、LUCY’S）
- 真・異常性交 五十路母と子 其の四拾 無理やり息子に犯され感じてしまった身体 平岡里枝子（12月24日、グローバルメディアエンタテインメント）
- 熟女 淫らな昼下がり 夫の部下を誘惑し巨根で狂う妻 教え子に身も心も奪われた熟年教師（12月27日、アテナ映像）

- 夏の終わりの深夜0時自慰行為の後に無防備な姿で眠る母親に息子がこっそり挿入する寝たふりから始まる愛情たっぷり激イキ性交 平岡里枝子（1月2日、センタービレッジ/楽園）
- 兄嫁温泉旅行 兄夫婦の旅行に運転手として参加した弟は優しい兄嫁と旅先で… 平岡里枝子（1月14日、JET映像）
- 熟妻ドラマ 夫の兄に濃厚キスをされ寝取られてしまう美人妻 町内会の絶倫オヤジは毛深い人妻の恥部を…（1月24日、アテナ映像）
- 色情浪漫 シネマポルノ 熟女官能エロス 遺影の前でイキまくる美しい未亡人たち【第四章】 六話収録 240分（2月21日、MBM）
- あの人妻を孕ませたい 平岡里枝子（2月25日、タカラ映像）
- 熟女の戯れ 女性向け出張風俗にハマる美熟女 平岡里枝子（3月4日、RUBY）
- 熟妻ドラマ 昼寝中に大家に肉棒をねじ込まれた毛深い人妻 息子の担任の先生にガンガン突かれてお洩らしする美人妻（3月28日、アテナ映像）
- オンラインゲーム仲間が同世代だと思って会ったらまさかの全員セックス大好きおばさん!! 誘われた個室居酒屋で股間をイジられ暴発したら朝まで何度も中出しさせられた（4月10日、DANDY）
- 義母に中出しNTR（4月15日、日本橋映像EX/エマニエル）
- 色情浪漫 シネマポルノ 人妻官能エロス【第17章】 終わりのないレズ性交に何度も何度も絶頂を味わう人妻たち 六話収録 240分（4月18日、MBM）
- あなた、私みたいなおばさん興奮させて…どうするのよ… 平岡里枝子（4月22日、タカラ映像）
- 熟女50代 お義母（かあ）さんとその家族（4月22日、FAプロ）

### アダルトVR
- 僕は子供部屋おじさんです。母で性欲処理をすませています。VR版（2021年5月3日、SODクリエイト）
- 専属美熟女 平岡里枝子 Madonnna VR初登場!! 思春期の僕を心配して毎日SEXさせてくれる母の溺愛性教育（2022年9月8日、マドンナ）
- 「アソコが疼いてどうしようもないの…」　僕は大好きな叔母に毎日媚薬を盛り続けて… 感度爆上げ! メス堕ち肉便器キメセクVR 平岡里枝子（2023年11月10日、マドンナ）

### アダルト配信
- りえこ（5月21日、熟蜜のヒミツ）
- 里枝子 43歳（9月26日、人妻パラダイス）

- 里枝子（5月14日、人妻願望）
- 平岡さん (htut342)（8月23日、人妻空蝉橋）
- 香山里枝子 50歳 中出し熟女（10月1日、黒蜜）

- りえこ (gjkz236)（2月1日、素人熟女図鑑）
- りえこ & かな (gjkz248)（4月1日、素人熟女図鑑）
- 街行く奥さんにセンズリを目の前で見せつけたら 2 〜赤面しつつも欲情しているようなのでエロいことしちゃいました（5月1日、パラダイステレビ）
- やすこ & りえこ (gjkz265)（8月1日、素人熟女図鑑）
- 里枝子 45歳（8月5日、人妻パラダイス）
- 街頭シ●ウトナンパ 「あなたの陰毛見せて下さい」 16 〜ノリでSEXもお願い（8月21日、パラダイステレビ）
- りえこ (gjkz274)（10月1日、素人熟女図鑑）
- ほたる & りえこ (gjkz278)（10月1日、素人熟女図鑑）
- りえこ 2 (gjkz281)（11月1日、素人熟女図鑑）

- 【NN基盤あり・超小型カメラ】人妻　熟女マッサージ師45歳　オイルでテカるエロい熟女の身体、尻を叩かれ発情。「ちんぽ抜かないでっ」ドMに堕ちた熟女に生ハメ中出し 【出張記録20.12.8】（2月4日、アリババMAX）
- りえこ 3 (gjkz336)（7月1日、素人熟女図鑑）
- かや (hmdn435)（12月13日、ハメドリネットワークSecondEdition）

- 配信限定 ハメ撮り MADOOOON!!!! マドンナ専属女優の『リアル』解禁。 平岡里枝子（11月1日、マドンナ）

- 絶頂12回平岡さん (srgt174)（4月5日、しろうとガチャ）

### デジタル写真集
- 未亡人義母（2019年8月1日、プラネットプラス）
- 嫁の母と禁断性交 其ノ拾参 妻よりもお義母さんの方がいいよ…（2020年9月1日、グローバルメディアエンタテインメント）
- 発情母（2020年9月1日、プラネットプラス）
- グラフィティジャパン現場スチール写真集 誰にも言えない…娘の夫に無理やり抱かれたなんて…（2021年2月12日、Neo Media出版）
- THE SEXY 平岡里枝子（45歳） 熟女（2024年3月28日、Rasil出版）

## 掲載

### 雑誌
- FLASH 2018年6月19日号（光文社） - 袋とじ「人妻6人「人生最高のSEX」」
- 週刊実話 2019年7月11日号（日本ジャーナル出版） - 袋とじ「働く熟女が大胆告白 禁断の枕営業SEX」
- 週刊アサヒ芸能 2021年11月18日号（徳間書店） - インタビュー「AV SEXY放談「熟女の花園」」